# Repubblica Centrafricana ai Giochi della XXXIII Olimpiade
La Repubblica Centrafricana ha partecipato ai Giochi della XXXIII Olimpiade, svoltisi a Parigi dal 26 luglio all'11 agosto 2024, con una delegazione di 4 atleti, 2 uomini e 2 donne, in 3 discipline.
La portabandiera alla cerimonia di apertura è stata Nadia Matchiko Guimendego.

## Delegazione
| Sport            | Uomini | Donne | Totale |
| ---------------- | ------ | ----- | ------ |
| Atletica leggera | 1      | 0     | 1      |
| Judo             | 0      | 1     | 1      |
| Nuoto            | 1      | 1     | 2      |
| Totale           | 2      | 2     | 4      |